# Ojdula
Ojdula es una comuna ubicada en el distrito de Covasna, Rumania.

## Superficie
Posee una superficie de 112,6 kilómetros cuadrados.

## Demografía
Hasta 2021 la población era de 3482 habitantes, con una densidad de población de 30,93 habitantes por kilómetro cuadrado.